# Uroš Grilc
Uroš Grilc (ur. 1968) – słoweński filozof, tłumacz i urzędnik państwowy, w latach 2013–2014 minister kultury.

## Życiorys
W 1993 ukończył studia na wydziale filozoficznym Uniwersytetu Lublańskiego, od 1996 kształcił się podyplomowo we Francji, gdzie poznał Jacques’a Derridę. W 1998 obronił doktorat napisany pod kierunkiem Slavoja Žižka. Kierował działem publikacji jednego z wydawnictw, współtworzył także pismo „Topos” zajmujące się kulturą. Został sekretarzem towarzystwa zajmującego się teoretyczną psychoanalizą. Autor tłumaczeń publikacji filozoficznych na język słoweński, w tym czterech książek Jacques’a Derridy.
Od 2000 zatrudniony w ministerstwie kultury, gdzie był dyrektorem departamentu zajmującego się książkami. Od 2007 kierował działem kulturalnym w administracji miejskiej Lublany. W marcu 2013 powołany na stanowisko ministra kultury w rządzie Alenki Bratušek z rekomendacji Pozytywnej Słowenii. Zakończył pełnienie tej funkcji wraz z całym gabinetem we wrześniu 2014. Później zajął się prowadzeniem działalności gospodarczej w branży kulturalnej.